# Aramil
Aramil - Арамиль (rus) és una ciutat de l'óblast de Sverdlovsk, a Rússia. Es troba a la vora del riu Isset, a 25 km al sud-est de Iekaterinburg.

## Història
Aramil fou fundada el 1675 com una slobodà prop del riu Aramil. Aconseguí l'estatus de possiólok (poble) el 1938 i el de ciutat el 1966.